# ایجیرو تاکدا
ایجیرو تاکدا (انگلیسی: Eijiro Takeda؛ زادهٔ ۱۱ ژوئیهٔ ۱۹۸۸) بازیکن فوتبال اهل ژاپن است.
از باشگاه‌هایی که در آن بازی کرده‌است می‌توان به باشگاه فوتبال آویسپا فوکوئوکا، باشگاه فوتبال یوکوهاما مارینوس، و باشگاه فوتبال جف یونایتد ایچیهارا چیبا اشاره کرد.